# Clairton
Clairton – miasto w Stanach Zjednoczonych, w stanie Pensylwania, w hrabstwie Allegheny. W 2010 roku liczyło 6976 mieszkańców.